# This Left Feels Right
This Left Feels Right – kompilacja zespołu Bon Jovi wydana w 2003 za pośrednictwem Island Records. Zawiera utwory zespołu w nowych aranżacjach, również akustycznych. Dla nowej wersji utworu "Wanted Dead or Alive" nagrano promocyjny teledysk i wydano jako singel.
Album uplasował się na 14. miejscu listy przebojów Billboard 200, 14. pozycji Top Internet Albums i 5. Top Canadian Albums. Ponadto zajął 4. miejsce zestawienia UK Albums Chart.

## Spis utworów
Sporządzono na podstawie materiału źródłowego.
1. „Wanted Dead or Alive" – 3:43
2. „Livin’ on a Prayer" – 3:41
3. „Bad Medicine" – 4:27
4. „It’s My Life" – 3:42
5. „Lay Your Hands on Me" – 4:27
6. „You Give Love a Bad Name" – 3:29
7. „Bed of Roses" – 5:38
8. „Everyday" – 3:45
9. „Born to Be My Baby" – 5:27
10. „Keep the Faith" – 4:12
11. „I’ll Be There for You" – 4:21
12. „Always" – 4:18

### Utwory bonusowe – wersja brytyjska
1. „The Distance" – 5:54
2. „Joey" – 5:33

### Utwory bonusowe – wersja japońska
1. „The Distance" – 5:54
2. „Joey" – 5:33
3. „Have a Little Faith in Me" – 4:07

### Utwory bonusowe – wersja brazylijska
1. „The Distance" – 5:54
2. „All About Lovin' You" – 3:28